# Nazionale di quidditch dell'Italia
La nazionale di quidditch dell'Italia  è la rappresentativa nazionale di quidditch dell'Italia. La squadra è gestita dall'Associazione Italiana Quidditch ed è posta sotto l'egida dell'International Quidditch Association.

## Storia
L'idea di una rappresentativa nazionale era sorta sin dalla nascita dell'Associazione Italiana Quidditch. L'idea venne messa a punto e la Nazionale Italiana Quidditch diviene organo attivo durante la stagione sportiva 2013/14.
Nello stesso anno partecipa ai Global Games Canada, ottenendo però un risultato deludente. Un anno dopo tuttavia arriva il primo risultato soddisfacente, ottenendo il quinto posto agli European Games sotto la guida di Nicolò Terranova. La nazionale fà il suo esordio ai mondiali in Germania del 2016 piazzandosi al tredicesimo posto della classifica generale. Dal 2017 al 2022 vengono ottenuti risultati discreti a livello internazionale. Nel 2023 la rappresentativa italiana è finalista alla Quadball Nations Cup perdendo contro la Spagna.

## Allenatori
| Allenatore          | Periodo in carica |
| ------------------- | ----------------- |
| Andrea Miglietta    | 2014              |
| Nicolò Terranova    | 2015              |
| Michele Clabassi    | 2016              |
| Michele Genovese    | 2017-2018         |
| Marco Anglano       | 2018–2019         |
| Michele Genovese    | 2020-2022         |
| Emanuele Alessandri | 2023-2024         |
| Irene Tafani        | 2025-oggi         |

## Formazione (2023) - Salou Nations Cup
- #1 Alessandro Delle Grazie
- #04 Alberto Nicolini
- #5 Stefano Turrini
- #6 Elena Tonelli
- #9 Emanuele Alessandri
- #10 Irene Terranella
- #11 Rosa Gensale
- #12 Elisa Scorrano
- #14 Giovanni Pasqualotto
- #15 Alessia Bruttini
- #18 Mirko Barbieri
- #21 Achraf Saiklaroussi
- #23 Alessia Fabbioni
- #25 Daniele De Masi - Capitano
- #26 Pio Baccari
- #46 Antonio Nardelli
- #64 Chiara De Medio
- #69 Giacomo Cetra
- #85 Michael Paul McMillen
- #87 Matteo Ganz
- #88 Daniele Belotti
- #97 Irene Tafani
- #99 Graziano Piermanni

## Formazione (2024) - London European Games
- #5 Stefano Turrini
- #6 Daniele De Masi - Capitano
- #9 Emanuele Alessandri
- #11 Rosa Gensale
- #12 Elisa Scorrano
- #13 Nicolò Cerri
- #14 Giovanni Pasqualotto
- #15 Alessia Bruttini
- #17 Giorgia Rodella
- #18 Mirko Barbieri
- #21 Achraf Saiklaroussi
- #22 Filippo Dal Forno
- #23 Alessia Fabbioni
- #30 Gabriele Cocino
- #36 Arianna Scaglia
- #41 Lucrezia Bari
- #51 Elena Biagiotti
- #64 Chiara De Medio
- #78 Raul Catalani
- #88 Daniele Belotti
- #97 Irene Tafani

## Formazione (2025) - Bruxelles World Cup
- #1 Michele Girolami
- #4 Virginia Filipello
- #5 Stefano Turrini
- #6 Daniele De Masi
- #8 Giulia Fedrizzi
- #9 Emanuele Alessandri
- #12 Elisa Scorrano
- #13 Nicolò Cerri
- #14 Giovanni Pasqualotto - Capitano
- #15 Alessia Bruttini
- #18 Mirko Barbieri
- #20 Claudio Pedrazzini
- #22 Lorenzo Franchi
- #28 Tom Powers
- #31 Beatrice Segalini
- #36 Arianna Scaglia
- #45 Massimo Planeta
- #78 Sergio Facchini
- #81 Catello Nicolas Miccio
- #88 Daniele Belotti
- #97 Alessia Fabbioni
- #99 Graziano Piermanni